# テューリンゲンの君主一覧
テューリンゲンの君主一覧では、現在のドイツ・テューリンゲン州を支配した王・公爵・伯・辺境伯・方伯の一覧を記述する。

## テューリンゲン族の王
- ビシヌス（英語版）
- バデリック（英語版） - ビシヌスの子
- ベルタカリウス（英語版） - ビシヌスの子

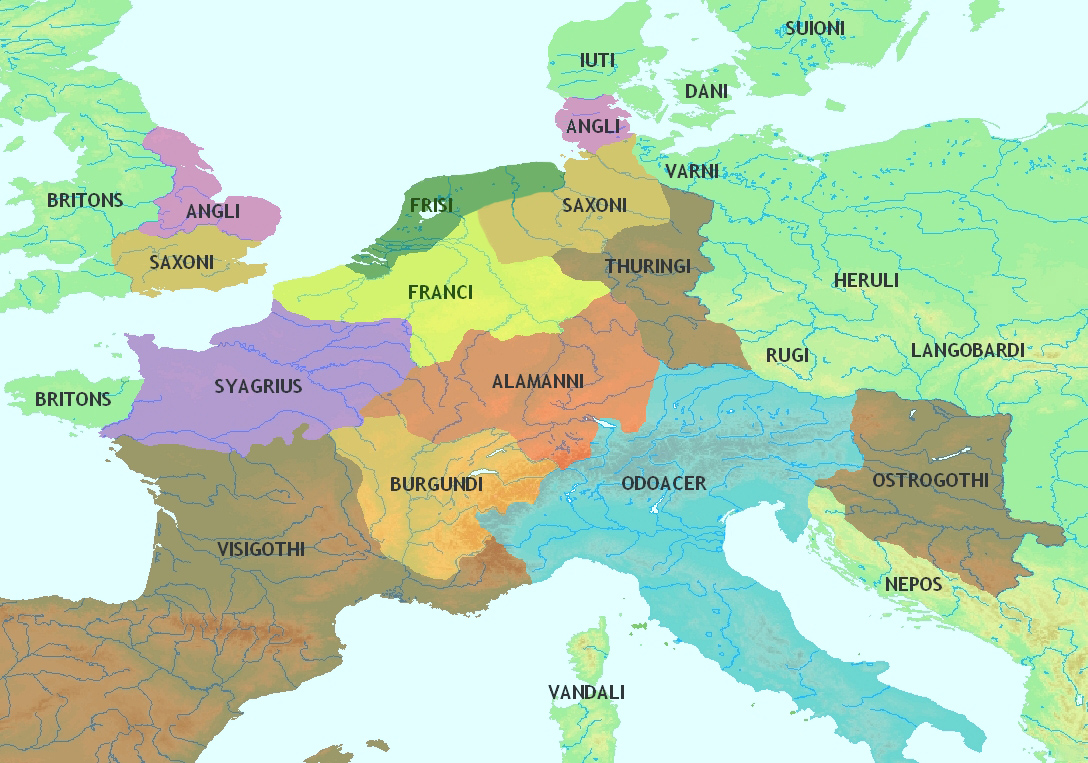
5世紀の中央ヨーロッパ。

- ヘルマンフリート（英語版）（ヘルメネフリート） - ビシヌスの子、東ゴート王テオドリックの姪アマラベルガと結婚、533年にテウデリク1世に誅殺された[1]。

テューリンゲン族は6世紀にフランク王国に征服され、公爵領が代わりに置かれた。

## テューリンゲン公
- ラドルフ1世（英語版）（在位：632年 - 642年）
- ヘデン1世（在位：642年 - 687年）
- ゴズベルト1世（ドイツ語版）（在位：687年 - 689年）
- ヘデン2世（英語版）（在位：689年 - 719年）

719年のヘデン2世の死で断絶したが、849年に再興。
- シャクルフ（英語版）（在位：849年 - 874年）
- ラドルフ2世（英語版）（在位：874年 - 880年）
- ポッポ2世（英語版）（在位：880年 - 892年） - バーベンベルク家（ポッポ家）[2]
- エギノ（英語版）（在位：882年 - 886年） - バーベンベルク家（ポッポ家）、ポッポ2世の弟
- コンラート（在位：892年 - 906年） - コンラディン家、ラーンガウ伯、東フランク王コンラート1世の父[2]
- ブルヒャルト（在位：907年 - 908年） - コンラートの親族、908年マジャール人との戦闘で戦死[2]

## テューリンゲン辺境伯
- エッケハルト1世（在位：1000年 - 1002年） - マイセン辺境伯
- ヴィルヘルム2世（在位：1002年 - 1003年） - ヴァイマル伯
- ヴィルヘルム4世（在位：1046年 - 1062年） - ヴァイマル伯、マイセン辺境伯
- オットー1世（在位：1062年 - 1067年） - ヴァイマル＝オーラミュンデ伯、マイセン辺境伯
- エクベルト2世（在位：1067年 - 1090年） - マイセン辺境伯

## テューリンゲン方伯

### ヴィンツェンブルク家
- ヘルマン1世（在位：1111年/1112年 - 1122年） - ヴィンツェンブルク伯
- ヘルマン2世（在位：1122年 - 1130年） - ヴィンツェンブルク伯、マイセン辺境伯

### ルードヴィング家
- ルートヴィヒ（在位：1031年 - 1056年） - テューリンゲン伯、髭伯
- ルートヴィヒ・デア・シュプリンガー（在位：1056年 - 1123年） - テューリンゲン伯、跳躍伯
- ルートヴィヒ1世（在位：1123年 - 1140年） - 方伯に叙爵
- ルートヴィヒ2世（在位：1140年 - 1172年）- 「鉄の方伯」[3]
- ルートヴィヒ3世（在位：1172年 - 1190年）
- ヘルマン1世（在位：1190年 - 1217年）
- ルートヴィヒ4世（在位：1217年 - 1227年）
- ヘルマン2世（在位：1227年 - 1241年）
- ハインリヒ・ラスペ（在位：1241年 - 1247年） - ドイツ対立王

### ヴェッティン家
- ハインリヒ3世（在位：1247年 - 1265年） - マイセン辺境伯、ハインリヒ・ラスペの甥
- アルブレヒト2世（在位：1265年 - 1294年） - マイセン辺境伯
  - アドルフ（在位：1294年 - 1298年） - ナッサウ家、ローマ王
  - アルブレヒト1世（在位：1298年 - 1307年） - ハプスブルク家、ローマ王
- ディーツマン（在位：1298年 - 1307年） - ラウジッツ辺境伯
- フリードリヒ1世（在位：1298年 - 1323年） - マイセン辺境伯
- フリードリヒ2世（在位：1323年 - 1349年） - マイセン辺境伯
- フリードリヒ3世（在位：1349年 - 1381年） - マイセン辺境伯
- ヴィルヘルム1世（在位：1349年 - 1382年） - マイセン辺境伯
- バルタザール（在位：1349年 - 1406年）
- フリードリヒ4世（在位：1406年 - 1440年）
- フリードリヒ5世（在位：1440年 - 1445年） - マイセン辺境伯、ザクセン選帝侯
- ヴィルヘルム2世（在位：1445年 - 1482年） - ルクセンブルク公

### ヴェッティン家（アルベルティン系）
- アルブレヒト（在位：1482年 - 1485年） - ザクセン公、ヴェッティン家アルベルティン系

### ヴェッティン家（エルネスティン系）
- エルンスト（在位：1482年 - 1486年） - ザクセン選帝侯、ヴェッティン家エルネスティン系
- フリードリヒ6世（在位：1486年 - 1525年） - ザクセン選帝侯
- ヨハン（在位：1525年 - 1532年） - ザクセン選帝侯
- ヨハン・フリードリヒ（在位：1532年 - 1547年） - ザクセン選帝侯
- ヨハン・エルンスト（在位：1542年 - 1553年） - ザクセン＝コーブルク公
- ヨハン・フリードリヒ2世（在位：1554年 - 1566年） - ザクセン公
- ヨハン・ヴィルヘルム（在位：1554年 - 1572年） - ザクセン＝ヴァイマル公